# Integriteitsgebied
In de commutatieve algebra, een deelgebied van de wiskunde, is een integriteitsgebied, ook integriteitsdomein, integraaldomein of kortweg domein, een commutatieve ring zonder nuldelers, ongelijk aan de triviale ring.
De laatste eis betekent dat de neutrale elementen 0 voor de optelling en 1 voor de vermenigvuldiging van elkaar verschillen. Dat er geen nuldelers zijn houdt in dat het product van twee elementen ongelijk aan 0 ook ongelijk is aan 0. Noem {\displaystyle K} een integriteitsgebied. Het laatste is dan equivalent met:
{\displaystyle \forall x,y\in K:\ x\cdot y=0\implies x=0\lor y=0}
Integriteitsgebieden maken deel uit van de onderstaande keten van klasseinsluitingen:
lichamen/velden ⊂ euclidische domeinen ⊂ hoofdideaaldomeinen ⊂ unieke factorisatiedomeinen ⊂ integriteitsgebieden ⊂ commutatieve ringen ⊂ ringen.

## Voorbeelden
- De verzameling van de gehele getallen {\displaystyle \mathbb {Z} } is een integriteitsgebied.
- De gehele getallen van Gauss vormen een integriteitsdomein.
- Als {\displaystyle K} een lichaam is, dan is de ring {\displaystyle K[x_{1},\ldots ,x_{n}]} van de polynomen in {\displaystyle n} variabelen met coëfficiënten in {\displaystyle K} een integriteitsgebied.
- Elke deelring met een eenheidselement van een integriteitsgebied is opnieuw een integriteitsgebied.
- De ring {\displaystyle \mathbb {Z} /6\mathbb {Z} } van de restklassen modulo 6, dus met modulair rekenen, is een commutatieve ring met eenheidselement, maar de restklassen van 2 en 3 zijn nuldelers: {\displaystyle {\overline {2}}\times {\overline {3}}={\overline {6}}={\overline {0}}}. Dat betekent dat {\displaystyle \mathbb {Z} /6\mathbb {Z} } geen integriteitsgebied is. Het ideaal van de zesvouden is geen priemideaal.

## Elementaire kenmerkende eigenschappen
Een commutatieve ring met eenheidselement is een integriteitsdomein als en slechts als het ideaal (0) een priemideaal is.
Een commutatieve ring {\displaystyle R} met eenheidselement is een integriteitsdomein als voor ieder element {\displaystyle r\neq 0} de vermenigvuldiging met {\displaystyle r} een injectieve transformatie is:
{\displaystyle \forall r\in R\setminus \{0\},\ \forall a,b\in R:\quad r\cdot a=r\cdot b\implies a=b}
Een ring is dan en slechts dan een integriteitsgebied als het een deelring met eenheidselement is van een lichaam. Een dergelijk lichaam kan worden geconstrueerd.

## Ringkarakteristiek
Iedere commutatieve ring met eenheidselement waarvan de karakteristiek {\displaystyle n} verschilt van 0, omvat de ring van restklassen modulo {\displaystyle n} als deelring. Hieruit volgt dat de karakteristiek van een integriteitsgebied ofwel 0, ofwel een priemgetal is.

## Quotiëntenlichaam
Breuken kunnen in een integriteitsgebied op een abstracte manier worden gedefinieerd, op dezelfde manier als de constructie van de rationale getallen aan de hand van paren gehele getallen. Het resultaat is een lichaam dat het oorspronkelijke integriteitsgebied als deelring omvat, het quotiëntenlichaam of breukenlichaam van {\displaystyle R}.